# Гителманов синдром
Гителманов синдром (енгл. Gitelman syndrome) је аутозомно рецесивно обољење бубрега које се карактерише хипокалемијом метаболичком алкалозом са хипокалциуријом и хипомагнеземијом.
Болест која се јавља у касном детињству или адолесценцији, настаје као последица мутације гена одговорних за котранспорт натријум-хлора у дисталном каналићу (тубулу) бубрега.
Болесниици са Гителмановим синдромом повремено показују слабост мишића или тетанију, хипокалијемију и хипомагнезијемију.
Гителманов синдром је више доброчуднија (бенигнија) болест у односу на класични Бартеров синдром (који се чешче јавља), и ређи је поремећај. Прогноза болести у смислу нормаланог раста и развоја неуроинтелектуалних способности код деце је добра.

## Историја
Гителманов синдром као варијанту Бартеровог синдрома повезаног са хипокалемијом, хипомагнезиемијом и хипокалцинуријом, први пут је описао 1966. године, амерички лекар Хил Гителман (1932—2015), код три болесника који су имали сличне карактеристике болести са Бартеровим синдромом, осим што су ови болесници патили и од хипомагнезијемије (за разлику од већина оних са Бартеров синдромом који имају нормалне концентрацију магнезијума у серуму).
Да се ради о другом ентитету Бартеровог синдрома Гителман је посумљао када је открио да неки болесници са Бартеровим синдромом имају поред истоветних и неколико другојачијих симптома; умор, слабост мишића и неуромишићна раздражљивост. Такође за разлику од класичног Бартеровог синдрома ова болест се првенствено јавља код школске деце.

## Етиопатогенеза
Наследне и генске хипокалиемијске метаболичке алкалозе обухватају спектар поремећаја узрокованих мутацијама гена за различите протеинске преноснике укључене у реапсорпцију натријума, калијума и хлорида у бубрежним каналићима. Традиционално се ови болесници сврставају у два синдрома: Бартеров и Гителманов синдром. Данас су јасно дефинисани гени и њихови измењени продукти одговорни за настанак ових болести, на основу којих се разликује више подтипова болести.
Бартеров синдром (БС) први је пут је описан 1962. године, а Гителманов синдром (ГС) 1966. године.  Бартеров синдром обухвата, зависно од тога који је ген мутиран, пет подтипова. У типовима 1 до 4 реч је о аутосомно рецесивним болестима, а тип 5 је аутосомно доминантна наследна болест. Бартеров синдром се са истом учесталошћу јавља у жена и мушкараца и подједнако у свим расама са преваленцијом од 1,2 на милион становника. Болест се чешће јавља у породицама са консангвинитетом.
Гителманов синдром (ГС) је рецесивно наследна болест која се јавља чешће од Бартеровог синдрома (БС), а претпостављена преваленција износи 1 : 40.000. Узрокован је мутацијама гена за тиазидсензитивни натријум-хлоридни симпортер (такође познат као Na+-Cl− котранспортер, скраћено NCC или NCCT, или као тиазид-сензитивни На+-Cl− котранспортер, ТSC), који се налази у дисталном завијеном бубрежном каналићу бубрега.
Заједничка клиничка обележја болесника са БС-ом и ГС-ом јесу: нормалан или снижен крвни притисак, нормална бубрежна екскрецијска функција у почетку болести, тешка хипокалиемија, метаболичка алкалоза, смањена способност концентрисања мокраће и хиперренинемични хипералдостеронизам.
У патогенези, осим директних тубуларних губитака соли због смањене реапсорпције, улогу има и секундарно повећано стварање простагландина E2 (PGE2) у maculi densi и јукстагломеруларном апарату. То је посебно изражено код смањене функције NKCC2-преносиоца који се налази и у maculi densi. Повишена концентрација PGE2 узрокује повећање гломеруларне филтрације и активацију ренин-ангиотензин-алдостеронског система, а због директне инхибиције реапсорпције натријум-хлорида и воде појачава полиурију и губитак течности и електролита. Због релативно велике варијабилности у осталој клиничкој презентацији једино генетичко тестирање даје пуздано сврставање у одређени подтип болести.
| Ентитет                                                          | Тип Бартеровог синдрома | Мутација кодираног гена | Оштећење                                            |
| ---------------------------------------------------------------- | ----------------------- | ----------------------- | --------------------------------------------------- |
| Бартеров синдром неонатуса                                       | тип 1                   | NKCC2                   | Na-K-2Cl симпортер                                  |
| Бартеров синдром неонатуса                                       | тип 2                   | ROMK                    | K + канали растуће дебљине од колена Хенлеове петље |
| Класични Бартеров синдром                                        | тип 3                   | CLCNKB                  | Cl - канали                                         |
| Бартеров синдром са губитка слуха                                | тип 4                   | BSND                    | Cl - поједини делови канала                         |
| Бартеров синдром повезан са аутозомно доминантном хипокалцемијом | тип 5                   | CASR                    | Активирање мутација калцијум-сензитивних рецептора  |
| Гителманов синдром                                               | -                       | SLC12A3 (NCCT)          | Натријум-хлоридни симпортер                         |

## Клиничка слика
Губитак функције тиазид-сензитивног натријум-хлорид котранспортера доводи до поремећаја хомеостазе у дисталном завијеном каналићу нефрона, а симптоми и знаци болести су истоветни као код болесника који користе тиазидни диуретике.
Клиничком сликом доминира хипохлоремија, метаболичка алкалоза, хипокалиемија и хипокалциурија, а у неким случајевима присутна је и хипомагнезијемија. За разлику од болесника са Гордоновим синдромом, болесници који пате од Гителмановог синдрома су у начелу нормотензивни.
Због електролитске и ацидобазне неравнотеже болесници су подложни срчаним аритмијама, синкопама и наглој срчаној смрти.

## Диференцијална дијагноза
Како је хипокалиемија чест налаз у клиничкој пракси, овог синдрома потенцијални диференцијалнодијагностички проблеми о којима треба водити рачуна код тог стања су следећи:

## Терапија
У лечењу синдрома примењују се храна богата калијумом и натријумом, односно допуне калијума и магнезијума, због истовремено присутног дефицита хлорида (калијум хлорид односно магнезијум хлорид).
Од лекова примењују се инхибитори ренин-ангиотензин-алдостеронског система (спиронолактон, АЦЕ-инхибитори или антагонисти рецептора ангиотензина). С обзиром на њихов антихипертензивни ефекат, примена је донекле ограничена у болесника са хипотензијом.
Такође се примењују диуретици који штеде калијум: триамтерен и амилорид.
Имајући у виду присутну хиперпростагландинемију, корисним су се показали и нестероидни антиреуматици као што су ибупрофен и напроксен, код чије примене треба водити рачуна о могућим нуспојавама.
У болесника са заостајањем у расту примењује се хормон раста.

## Прогноза
Гителманов и Бартеров синдром су аутозомно рецесивно поремећаји, па су као такви неизлечиви. Прогноза болесника зависи од степена дисфункције тубуларних преносника. У случају типичне клиничке слике акутног бубрежног синдрома, без лечења знатни су морталитет и морбидитет. Ако се лечење започне правовремено, прогноза је добра, без знатног скраћења животног века, а у мањег процента болесника развија се споропрогресивни отказ бубрега.. У болесника са атипичном клиничком сликом, и код појединаца који су способни да воде нормалан живот, прогноза је добра, при чему треба водити рачуна на учинке хипокалиемија због могућих срчаних аритмија.
Ефекти инхибиције синтетазе простагландина, који се користе у терапији доводе до:
- повећања концентрације калијума у плазми (међутим, она ретко прелази 3,5 mEq/L),
- смањења интензитета полиурије,
- општег побољшање здравственог стања,
- нормализације нивоа плазма ренина и алдостерона.

Тако да свеукупно гледано терапија побољшава клиничко стања и омогућава правилан раст и развој детета. Коштана старост обично одговара хронолошкој старости, а пубертет и интелектуални развој су нормални, ако је спроведана правилна трерапија. Код неких болесника може се јавити понављање хипокалемије, што се може регулисати прилагођавањем дозе индометацина или применом калијум суплементима.
Оба синдрома се не јављују у болесника након трансплантације бубрега.